# PS Medway Queen

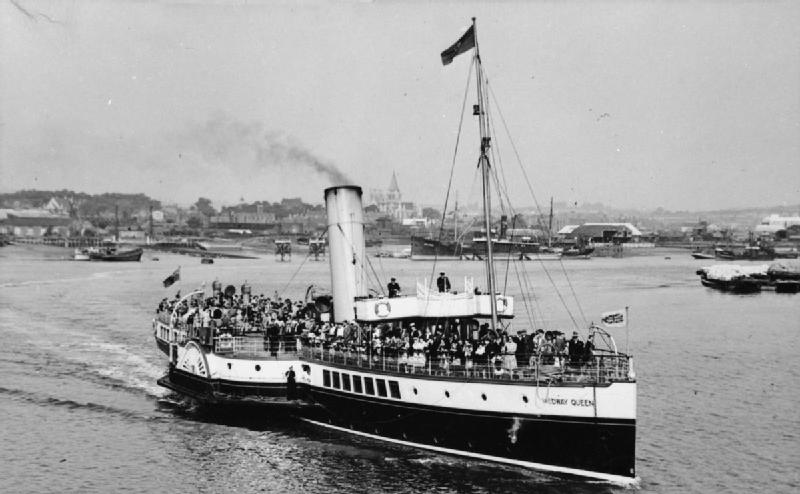
PS Medway Queen на гражданской службе. Фото из архивов Имперского военного музея Великобритании

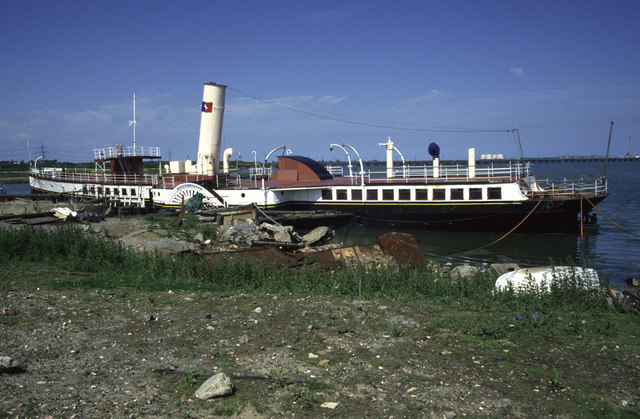
PS Medway Queen в заброшенном состоянии. Фото 1994 года

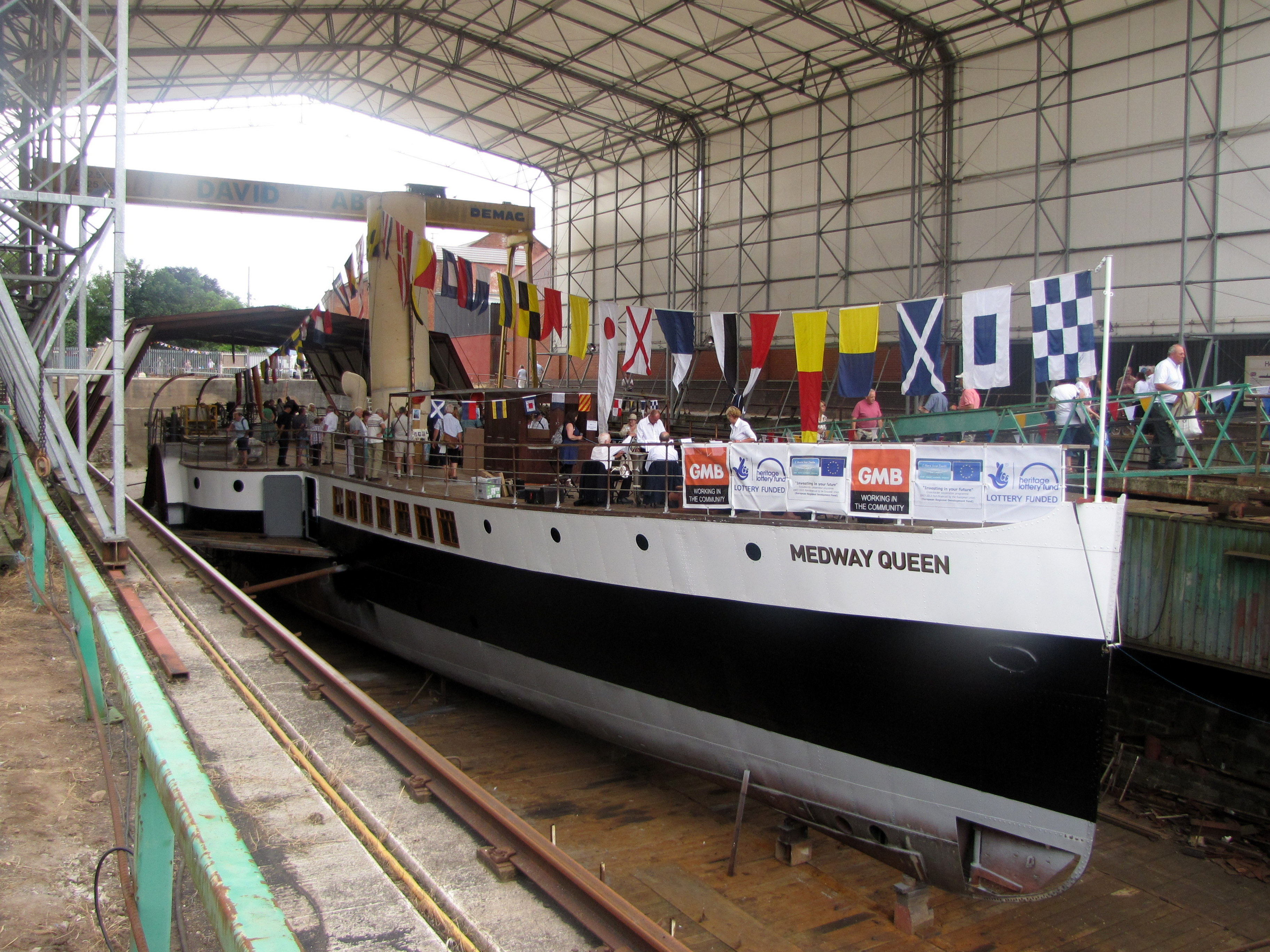
PS Medway Queen в сухом доке в ходе реставрации. Фото 2013 года.

PS Medway Queen (Ме́дуэй Куи́н) — небольшое пассажирское судно, колёсный пароход. Был построен в 1924 году в Труне для New Medway Steam Packet Company, которая использовала его для экскурсионных рейсов по реке Медуэй. В годы Второй мировой войны нёс военную службу, патрулируя Дуврский пролив.

## История
После постройки в 1924 году возил пассажиров в экскурсионные рейсы по реке Медуэй. С началом Второй мировой войны, осенью 1939 года, был призван на военную службу и сменил окраску с чёрно-бело-кремовой на строгую серую. Также был переоборудован в минный тральщик и получил имя HMS Medway Queen.
В первой половине 1940 года патрулировал Дуврский пролив. Однако уже 27 мая получил приказ следовать в Дюнкерк, где в составе «флотилии маленьких кораблей» принял участие в эвакуации союзных войск из Дюнкерка; совершил семь рейсов, вывез, в общей сложности, семь тысяч военнослужащих и сбил три немецких воздушных судна. За эту операцию судно получило прозвище «героиня Дюнкерка».
С 1946 по 1963 пароход опять использовался как гражданское судно. С 1966 оно использовалось как ночной клуб на острове Уайт, но через несколько лет было заброшено. С 1978 года предпринимались неоднократные неудачные попытки отреставрировать судно. В 1985 году было организовано Общество сохранения Medway Queen (англ. Medway Queen Preservation Society), но реставрация судна стала возможной только после того, как в 2006 году удалось собрать средства благодаря Национальной лотерее Великобритании. Поскольку корпус судна находился в очень плохом состоянии (судно провело несколько лет в полузатопленном состоянии), его пришлось разобрать и строить заново с максимальным использованием оригинальных частей, сохранившихся в хорошем состоянии. Эти работы проводились с 2009 по 2013 год. На судне сохранилась оригинальная паровая машина.
С 2016 года судно функционирует как музей в городе Джиллингем в графстве Кент.